# Klucz kielecki
Klucz kielecki – klucz dóbr, jedno z najstarszych i największych uposażeń kapituły krakowskiej. 
W rękach biskupich znalazł się prawdopodobnie na przełomie XI i XII wieku. W XV wieku obejmował miasto Kielce i 29 wsi: Radlin, Skorzeszyce, Suków, Tumlin, Wola Jachowa, Zagnańsk, Bęczków, Bilcza, Ćmińsk, Czarnów Mniejszy, Czarnów Większy, Daleszyce, Domaszowice, Górno, Klatki, Kowale, Kostomłoty, Krajno, Lechów, Mąchocice, Brzeziny, Mójcza, Nida, Niestachów, Niechwalów, Posłowice (łącznie 364 łany). 
W jego granicach znajdowało się ponadto 11 zagród, 14 młynów, karczma, 17 stawów oraz 4 folwarki. Uchwałą Sejmu Czteroletniego klucz przekazany został na własność skarbu państwa. Liczył wtedy 40 tys. mórg, z czego 30 proc. stanowiły obszary leśne.